# 国土緑化推進機構
公益社団法人国土緑化推進機構（こくどりょっかすいしんきこう）は、国土緑化運動を推進することにより、森林資源の造成、国土の保全及び水資源の涵養並びに生活環境の緑化をはかり、もって心豊かな国民生活の実現、日本の文化的発展、さらには地球環境の保全に寄与すること及び国際貢献を目的とする公益法人である。

## 概要
- 主な目的：国土緑化運動の推進
- 主な事業
  - 全国植樹祭
  - 全国育樹祭
  - 緑の募金
  - 緑の少年団　など
- 沿革
  - 1947年01月　森林愛護連盟の結成
  - 1950年01月30日　国土緑化推進委員会の結成
  - 1967年09月21日　社団法人国土緑化推進委員会の認可
  - 1988年03月31日　社団法人国土緑化推進機構に改称
  - 2011年07月01日　公益社団法人国土緑化推進機構へ移行

平成21年の時点で、専務理事、常務理事については、いわゆる天下りが5代以上続いている。

## 役員
国土緑化推進機構の役員は以下のとおりである。
- 理事長（非常勤）
  - 濱田純一
- 副理事長（非常勤）
  - 沖修司
- 専務理事（常勤）
  - 織田央
- 常務理事（常勤）
  - 猪島康浩
  - 今泉裕治
- 理事（非常勤）
  - 遠藤美香
  - 大久保昇
  - 大野宏之
  - 小貫裕司
  - 関岡哲哉
  - 永田信
  - 中山聡
  - 新島俊哉
  - 原田隆行
  - 廣瀬道男
  - 本郷浩二
  - 百瀬春彦
  - 寺﨑久明
  - 綾部勉
  - 久慈敏
  - 岡眞司
  - 鷹野裕司
  - 藤本憲介
  - 俊成秀樹
  - 村田英晃
- 監事（非常勤）
  - 津元賴光
  - 西ケ谷孝之
  - 富山洋

尚、役員ではないが会長や最高顧問などもいる。会長は衆議院議長が、最高顧問は参議院議長がそれぞれ務める。